# Chuāri Khās
Chuāri Khās är en ort i Indien.   Den ligger i distriktet Chamba och delstaten Himachal Pradesh, i den norra delen av landet, 400 km norr om huvudstaden New Delhi. Chuāri Khās ligger 1 040 meter över havet och antalet invånare är 3 430.
Terrängen runt Chuāri Khās är kuperad åt sydväst, men åt nordost är den bergig. Runt Chuāri Khās är det ganska tätbefolkat, med 96 invånare per kvadratkilometer. Närmaste större samhälle är Chamba, 17,4 km nordost om Chuāri Khās. Trakten runt Chuāri Khās består till största delen av jordbruksmark.